# San José el Mirador
San José el Mirador är en ort i Mexiko.   Den ligger i kommunen Apan och delstaten Hidalgo, i den sydöstra delen av landet, 80 km öster om huvudstaden Mexico City. San José el Mirador ligger 2 551 meter över havet och antalet invånare är 464.
Terrängen runt San José el Mirador är kuperad norrut, men söderut är den platt. Runt San José el Mirador är det ganska tätbefolkat, med 104 invånare per kvadratkilometer. Närmaste större samhälle är Apan, 2,3 km norr om San José el Mirador. Trakten runt San José el Mirador består till största delen av jordbruksmark.